# Pier Augusto Albrici
Pier Augusto Albrici (* 1. November 1936 in Bellinzona; † 19. Februar 2022 ebenda), ursprünglich aus Poschiavo, war ein Schweizer Offizier und Militärhistoriker. Er war Oberst und Chef der Abteilung Territorialdienst in der Untergruppe Logistik des Stabes der Gruppe für Generalstabsdienste.

## Leben
Albrici erwarb 1955 das Lehrdiplom am Lehrerseminar von Locarno und unterrichtete danach in Vergeletto und Bellinzona. Im Jahr 1964 wurde er Ausbilder an der Rekrutenschule der Gebirgsinfanterie in Bellinzona und der Grenadiere in Losone. Danach besuchte er die Militärschule I an der Eidgenössischen Technischen Hochschule in Zürich. 1971 war er Klassenchef an der Infanterie-Offiziersschule in Bern. Er setzte seine Ausbildung in den Jahren 1976–1977 an der Führungsakademie der Bundeswehr in Hamburg fort und wurde dann Klassenleiter in den Lehrgängen des Generalstabs und in der Zentralschule der Schweizer Armee. Von 1981 bis 1984 war er Kommandant der Gebirgsinfanterieschule in Airolo.
Anschliessend wurde er 1985 als stellvertretender Vorgesetzter in die Logistikgruppe nach Bern berufen und übernahm danach die Leitung der Abteilung Territorialer Dienst bis zu seiner Pensionierung im Jahr 1984. Im aktiven Militärdienst war er Kommandant der Gebirgsschützenkompanie III/96, 1971 des Gebirgsschützenbataillons 9, 1974 des Gebirgsschützenbataillons 96, von 1975 bis 1977 des Gebirgsschützenbataillons 94. Er wurde von Brigadier Erminio Giudici in den Stab der Territorialzone 9 berufen, wo er taktische Kurse für die Unterstützungsregimenter leitete und dann von 1981 bis 1984 Kommandant des Unterstützungsregiments 10 wurde. Er war der erste Kommandant, der das Regiment mit all seinen Fahrzeugen auf dem Flugplatz Ambrì aufmarschieren liess. Danach leitete er drei Jahre lang den Stab der Territorialzone 9 unter dem Befehl von Brigadier Hubert Hilbi und war Leiter der Fraktion 330.0 im Armeestab.
Er war mit Elena verheiratet und hatte zwei Kinder, Novella und Lorenzo.

## Werke
- mit Fulvio Chinotti: Passato 10 libro ricordo reggimento sostegno 10. Salvioni, Bellinzona 2003, ISBN 978-887967094-4.
- mit Angelo M. Codevilla, Franco Masoni, Bruno Fumagalli, Remo Lardi: Tra le Alpi in una posizione difficile. La Svizzera nella Seconda Guerra mondiale e la riscrittura della storia. Pedrazzini, Locarno 2005, ISBN 978-887404021-6; Alberti, Verbania 2005.
- La Svizzera alla berlina? Testimonianze e bilancio dopo la pubblicazione del Rapporto Bergier. Pedrazzini, Locarno 2007, ISBN 978-888340313-2.
- Das Tessin zwischen der Lombardei und dem Monte Ceneri. 2009.[2]
- Guerra franco-prussiana 1870–1871. Internamento dell’armata dell’est (gen Bourbaki e Clinchant). In: Rivista militare della Svizzera italiana. 84. Jg., 2012, Nr. 4, S. 25–27 (Teil 1), Nr. 5, S. 28–33 (Teil 2).
- 1924–2014. 90 anni di storia. Società Pensionati Federali Ticino e Moesano, Bellinzona 2013 (online; PDF; 17,6 MB).